# 城郊乡 (汨罗市)
城郊乡，中华人民共和国湖南省岳阳市汨罗市已撤销的一个乡，位于汨罗市中部，京广铁路、308省道经过辖区。

## 建制沿革
- 1956年，设归义乡。
- 1958年，属汨罗公社。
- 1961年，析置归义公社。
- 1969年，撤销归义公社，划入城关镇和红花公社。
- 1981年，设城郊公社。
- 1984年，改置城郊乡。
- 2015年，与城关镇成建制合并设立归义镇。

## 行政区划
城郊乡下辖8个社区和5个行政村：
- 荣家路社区、南江社区、窑洲社区、大路铺社区、龙舟社区、汨新社区、车站社区、罗城社区
- 上马村、城北村、双托村、百丈村、双塘村